# Murad III
Murad III, también llamado por los cristianos Amurates III (Manisa, 4 de julio de 1546 — Estambul, 15 de enero de 1595), reinó como sultán del Imperio otomano desde 1574 hasta su muerte.

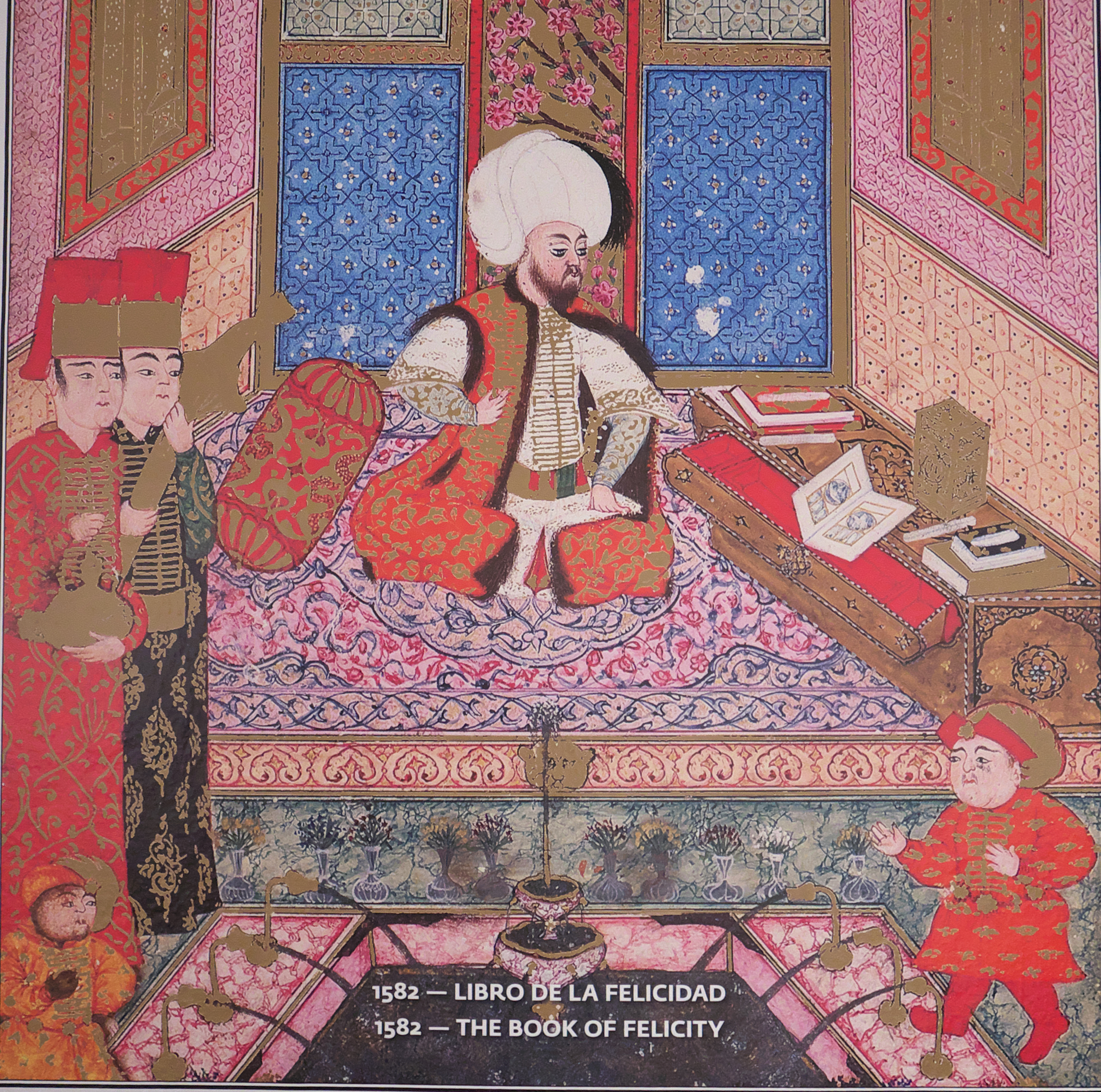

## Biografía
Era el hijo mayor del sultán Selim II y su concubina de origen veneciano, Nurbanu Sultan. Después de su circuncisión en 1557, Murad fue nombrado sanjak-bey de Akşehir por su abuelo Süleyman I en 1558. A la edad de 18 años fue nombrado sanjak-bey de Saruhan. Solimán murió en una campaña militar en Hungría cuando Murad tenía 20 años (septiembre de 1566),  y su padre se convirtió en el nuevo sultán. Selim II rompió con la tradición al enviar a su hijo mayor fuera del palacio para gobernar una provincia, y Murad fue enviado a Manisa.

## Reinado
El 12 de diciembre de 1574 Selim II muere, al parecer por lesiones sufridas por una caída, en el palacio de Topkapi a los 50 años de edad. Su esposa legítima, Nurbanu Sultan, mantuvo oculta su muerte así como también el cuerpo del difunto sultán hasta la llegada de Murad, el hijo de ambos, quien estaba en Manisa. Murad, informado por su madre de la muerte de su padre, tardó diez días en llegar a la capital otomana. Llegado Murad a Constantinopla, Nurbanu Sultan entregó el cuerpo de Selim II y Murad III fue aclamado como nuevo sultán. Nurbanu Sultan se convirtió en Valide sultan (Sultana madre) y se convirtió en la mujer más poderosa de ese período. Para asegurarse el trono, el primer decreto de Murad III fue ordenar la ejecución de sus cinco hermanos menores: los Şehzades Abdullah, Süleyman, Mustafa, Cihangir y Osman. Y su madre Nurbanu se convirtió en la nueva directora del harén, ella lo apoyó en todas sus decisiones políticas y económicas, ella tampoco se encargó de varios asuntos estatales.
Doce días más tarde, asciende al trono como Murad III, Nurbanu adquirió el título de Valide Sultan o Madre del Soberano. Los archivos venecianos afirman que Nurbanu manejó el gobierno en el llamado Sultanato de las mujeres junto al Gran Visir Sokollu Mehmet Pasha, que sirvió del co-regente con el sultán. 
Su ascensión marca el principio de la decadencia del poder otomano, que tan sólo había sido mantenido bajo el reinado de Selim II gracias al genio del poderoso Gran Visir Mehmed Sokollu. Ya que Sokollu permaneció en el poder hasta su asesinato en octubre de 1579.
La autoridad del sultán Murad III fue socavada ininterrumpidamente por las influencias del harén y las concubinas de palacio, lideradas por Nurbanu Sultan, hasta su muerte en 1583 y luego por Safiye Sultan, su concubina favorita. Su madre Nurbanu Sultan durante casi todo su reinado, controló varios asuntos dinásticos, fue la co-regente de facto desde 1574 hasta su muerte en 1583, siendo la única autoridad sobre su hijo en las decisiones políticas y económicas del imperio. Aunque su tía, Mihrimah Sultan estuvo presente en su reinado no tuvo tanta influencia.
El reinado de Murad estuvo marcado por las continuas y agotadoras guerras con Persia (la Guerra Otomano-Safávida (1578-1590), que acabó con el Tratado de Constantinopla (1590)) y con los Estados cristianos europeos representados por el Reino de Hungría, Transilvania y el Sacro Imperio Romano Germánico, volviéndose un personaje de importancia durante la guerra de los Quince Años (las fronteras del norte con la monarquía de los Habsburgo fueron defendidas por el beylerbey del eyalato de Bosnia, Telli Hasan Pasha) y la decadencia económica e institucional otomana se intensificó.
Los otomanos también sufrieron derrotas en batallas como la Batalla de Sisak, a manos de las fuerzas de los Habsburgo.
Murad también sopesó explorar América del Norte en vistas de intentar concretar sus ideas de colonización de América. Sin embargo, más tarde abandonó estas ideas después de que la armada española respondiera con un ataque naval contra los barcos otomanos que intentaban explorar América del Norte.
Se intercambiaron numerosos enviados y cartas entre Isabel I de Inglaterra y Murad III. En la correspondencia, Murad sostuvo la idea de que el Islam y el protestantismo tenían "mucho más en común que cualquiera con el catolicismo romano, ya que ambos rechazaron el culto de ídolos", y abogó por una alianza entre Inglaterra y el Imperio Otomano. Para consternación de la Europa católica, Inglaterra exportó estaño y plomo (para la fabricación de cañones) y municiones al Imperio Otomano, e Isabel I discutió seriamente sobre operaciones militares conjuntas con Murad III durante el estallido de la guerra con España en 1585, mientras Francis Walsingham estaba presionando para una participación militar otomana directa contra España, el enemigo común de ambos. Esta diplomacia continuaría bajo el sucesor de Murad, Mehmed III, tanto por este como por Safiye Sultan.
Siguiendo el ejemplo de su padre Selim II, Murad fue el segundo sultán otomano que nunca salió de campaña durante su reinado, sino qué pasó por completo su tiempo en Constantinopla, aun así se mantuvo firme en su poder. Durante los últimos años de su reinado, ni siquiera abandonó el palacio de Topkapi. Durante dos años consecutivos no asistió a la procesión del viernes a la mezquita imperial, una ruptura de la costumbre sin precedentes. Murad se retiró de sus súbditos y pasó la mayor parte de su reinado en compañía de pocas personas y cumpliendo una rutina diaria estructurada por las cinco oraciones diarias islámicas.
Antes de convertirse en sultán, Murad había sido fiel a Safiye Sultan, su concubina albanesa que le había dado un hijo, Mehmed, y dos hijas. Su monogamia fue desaprobada por su madre Nurbanu Sultan, quien temía que Murad necesitara más hijos para sucederlo en caso de que Mehmed muriera joven. También le preocupaba la influencia de Safiye sobre su hijo y la dinastía otomana. Cinco o seis años después de su ascenso al trono, Murad recibió dos concubinas de su hermana Esmehan Sultan. Al intentar hacer el amor con ellas, se mostró impotente. Nurbanu acusó a Safiye y sus sirvientes de causar la impotencia de Murad mediante brujería. Varios de los sirvientes de Safiye fueron torturados por eunucos para descubrir a un culpable. Los médicos de la corte, que trabajaban bajo las órdenes de Nurbanu, finalmente prepararon una cura exitosa, pero un efecto secundario fue un aumento drástico en su apetito sexual: para cuando Murad murió, se decía que había engendrado más de cien hijos. Diecinueve de estos fueron ejecutados por Mehmed III cuando se convirtió en sultán.
Murad murió por lo que se supone que fueron causas naturales en el Palacio Topkapi el 15 de enero de 1595 a la edad de 48 años. Fue enterrado en un mausoleo, construido por el Mimar (arquitecto de la corte) Davud Ağa, junto a la mezquita de Santa Sofía. En el mausoleo se encuentran los 54 sarcófagos del sultán, sus esposas e hijos que también están enterrados allí. También es responsable de cambiar las costumbres de entierro de las madres de los sultanes, porque Murad hizo enterrar a su madre Nurbanu Sultan junto a su esposo Selim II, lo que la convirtió en la primera concubina en compartir la tumba de un sultán.

## Consortes
A Murad se le conocen seis consortes:
- Safiye Sultan (1550 — 1619), de origen albanés fue Haseki Sultan (aunque nunca se casaron legalmente) de Murad y Valide Sultan de Mehmed III. Fue madre de cinco hijos y según embajadores de esa época, tuvo varios abortos espontáneos y mortinatos;
- Şemsiruhsar Hatun (1570 — 1613) de origen griego póntico, fue madre de una hija, aunque no se descarta que pueda ser madre de más niños;
- Şahıhuban Hatun (¿? — ¿?), sólo se sabe que era su concubina, aparte se desconoce si tuvieron hijos. Apareció en registros al final de su reinado. Posiblemente era griega;
- Nazperver Hatun (1551 — ¿?), de origen ruso, era madre de un hijo;
- Helen Komnenós (1548 — ¿?), de origen griego, según los registros del harén, ella era la bisnieta de una princesa del Imperio Bizantino. Madre de un hijo que era pretendiente al trono;
- Mihriban Hatun (¿? — ¿?), aparece en varios registros en 1592. Se desconoce si tuvo hijos;
- [3]Siete concubinas (¿? — 28 de enero de 1595); estando embarazadas fueron arrojadas al mar del Bósforo a la ascensión de Mehmed III.

## Descendencia
Murad tuvo según los historiadores y datos del palacio, 101 hijos, la gran mayoría muertos jóvenes. Incluso se cree que pudo haber tenido más de 101, hoy en día se le conoce la identidad de sólo 57 hijos, contando a cuatro hijas que estaban en un libro de princesas solteras de 1622 y diecisiete hijas que murieron en 1597, debido a una epidemia de Peste:
Hijos
- Mehmed III (26 de mayo de 1566 — 22 de diciembre de 1603), hijo con Safiye Sultan, Mehmed se convirtió en el siguiente sultán con el nombre de Mehmed III, su figura es tristemente célebre en la historia de la Dinastía Otomana por haber hecho estrangular a sus diecinueve hermanos en pos de una sucesión sencilla para su persona;
- Şehzade Selim (1579 — 28 de enero de 1595), hijo con Safiye Sultan, ejecutado por orden de su hermano Mehmed III;
- Şehzade Mahmud (¿? — ¿1581?), hijo de una concubina de nombre desconocido, muerto joven;
- Şehzade Abdullah (1580 – 27 de enero de 1595), ejecutado por orden de su hermano Mehmed III;
- Şehzade Fülan (1582 — 1582), hijo de una concubina de nombre desconocido, murió un par de horas luego de nacer;
- Şehzade Mustafa (1585 – 28 de enero de 1595), hijo de una concubina de nombre desconocido, ejecutado por orden de su hermano Mehmed III;
- Şehzade Cihangir (1585 — 1585), hijo de una concubina de nombre desconocido, muerto joven;
- Şehzade Abdurrahman (1585 – 28 de enero de 1595), hijo con Nazperver Hatun, ejecutado por orden de su hermano Mehmed III;
- Şehzade Yahya (1585 — 1649), hijo con Helen Komnenós, también conocido como el Sultan Yahya o como el Conde Alejandro de Montenegro, fue un pretendiente al trono otomano;
- Şehzade Süleyman (1585 – 1585), hijo de una concubina de nombre desconocido, muerto joven;
- Şehzade Bayezid (1586 – 28 de enero de 1595), hijo de una concubina de nombre desconocido, ejecutado por orden de su hermano Mehmed III;
- Şehzade Cihangir (1587 – 28 de enero de 1595), hijo de una concubina de nombre desconocido, ejecutado por orden de su hermano Mehmed III;
- Şehzade Yusuf (¿? – 28 de enero de 1595), hijo de una concubina de nombre desconocido, ejecutado por orden de su hermano Mehmed III;
- Şehzade Ishak (¿? – 28 de enero de 1595), hijo de una concubina de nombre desconocido, ejecutado por orden de su hermano Mehmed III;
- Şehzade Ömer (¿? – 28 de enero de 1595), hijo de una concubina de nombre desconocido, ejecutado por orden de su hermano Mehmed III;
- Şehzade Hasan (¿? – 28 de enero de 1595), hijo de una concubina de nombre desconocido, ejecutado por orden de su hermano Mehmed III;
- Şehzade Murad (¿? – 28 de enero de 1595), hijo de una concubina de nombre desconocido, ejecutado por orden de su hermano Mehmed III;
- Şehzade Hüseyn (¿? – 28 de enero de 1595), hijo de una concubina de nombre desconocido, ejecutado por orden de su hermano Mehmed III;
- Şehzade Osman (¿? – 28 de enero de 1595), hijo de una concubina de nombre desconocido, ejecutado por orden de su hermano Mehmed III;
- Şehzade Alemşah (¿? – 28 de enero de 1595), hijo de una concubina de nombre desconocido, ejecutado por orden de su hermano Mehmed III;
- Şehzade Ali (¿? – 28 de enero de 1595), hijo de una concubina de nombre desconocido, ejecutado por orden de su hermano Mehmed III;
- Şehzade Alaeddin Davud (¿? – 28 de enero de 1595), hijo de una concubina de nombre desconocido, ejecutado por orden de su hermano Mehmed III;
- Şehzade Yakup (¿? – 28 de enero de 1595), hijo de una concubina de nombre desconocido, ejecutado por orden de su hermano Mehmed III;
- Şehzade Korkut (¿? — 28 de enero de 1595), hijo de una concubina de nombre desconocido, ejecutado por orden de su hermano Mehmed III;
- Şehzade Ahmed (¿? — 28 de enero de 1595), hijo de una concubina de nombre desconocido, ejecutado por orden de su hermano Mehmed III;

### Hijas
Murad tuvo más de treinta y dos hijas, de las cuales dieciséis murieron de peste en 1597, y otras murieron jóvenes o sus nombres e incluso existencias, quedaron perdidos en la historia. Otras cuatro hijas no tienen nombres conocidos pero aparecían en un libro de princesas solteras en 1622. Las once hijas supervivientes y más conocidas, que se encontraban casadas, eran las siguientes:
- Hümaşah Sultan (1564 — [3]1649), hija con Safiye Sultan, casado por primera vez en 1584 con Damat Nişar Mehmed Paşa, casada en segundo lugar con Damat Serdar Ferhad Paşa. Tuvo descendencia;
- Ayşe Sultan (1565 — 15 de mayo de 1605), hija con Safiye Sultan, se casó el 20 de mayo de 1586 con Damat Ibrahim Paşa, su segundo matrimonio fue el 6 de abril de 1602 con Damat Yemişçi Hasan Paşa, su último matrimonio fue realizado en junio de 1604 con Damat Güzelce Mahmud Paşa. No tuvo descendencia;
- Fatma Sultan (1574 – 1620), hija con Safiye Sultan, su primer matrimonio fue el 8 de diciembre de 1593 con Damat Halil Paşa, su segundo matrimonio fue realizado en 1604 con Damat Cafer Paşa. Tuvo descendencia;
- Mihrimah Sultan (1579 – después de 1625), hija con concubina de nombre desconocido, se casó en 1613 con Damat Mirahur Ahmed Paşa y por segunda vez se casó con Damat Çerkes Mehmed Ali Paşa. Tuvo descendencia;
- Hatice Sultan (1583 – 1648), hija con concubina de nombre desconocido, se casó en 1598 con Damat Sokolluzade Lala Mehmed Paşa. Luego se casó Damat Silahdar Ahmed Agha, porta-espada del sultán Murad IV (r. 1623 — 1640). Luego se casó con Damat Gürşci Mehmed Paşa, gobernador de Bosnia. Tuvo descendencia;
- Fahriye Sultan (1585 – 1656), hija con concubina de nombre desconocido, su primer matrimonio fue con Damat Çuhadar Agha Ahmed Pasha, su segundo matrimonio fue con Damat Sofu Bayram Paşa. Tuvo descendencia;
- Rukiye Sultan (1590 — después de 1651) hija con Şemsiruhsar Hatun, casada con Damat Nakkaş Hasan Paşa en 1619. Seguía viva durante el reinado de Ibrahim I (r. 1640 – 1648). Aparecía en un libro del harén en 1651. Tuvo descendencia;
- Mihriban Sultan (1595 – ¿?), hija con concubina de nombre desconocido (aunque posiblemente sea hija de Mihriban Hatun), se casó en 1613 con Damat Kapıcıbaşı Topal Mehmed Agha. Se desconoce si tuvo descendencia;
- Esmehan Sultan (¿? – ¿?), hija con concubina de nombre desconocido, se casó con Damat Davud Paşa en 1609. Se desconoce si tuvo descendencia;
- Beyhan Sultan (¿? – 1648), hija con concubina de nombre desconocido, casada en 1613 con Damat Kurşuncuzade Mustafa Paşa. Tuvo descendencia;
- Sehime Sultan (¿? – después de 1613), hija con concubina de nombre desconocido, casada en 1616 con Damat Topal Mehmed Paşa, anteriormente Kapucıbaşı. Posiblemente tuvo descendencia.
- Cuatro hijas de nombres desconocidos, casadas antes de 1595, las cuatro se encontraban en un libro de princesas solteras de 1622.
- Diecisiete hijas de nombres desconocidos, murieron de peste en 1597. Están enterradas en el mausoleo de Murad III, en la mezquita de Santa Sofía. Al menos dos de ellas estaban casadas.

## Muerte
En sus últimos años, estuvo casi completamente encerrado en el palacio, no asistió a las reuniones del consejo y, en su mayoría, no salió del palacio en absoluto. Esto debió ser facilitado por el hecho de que se produjeron dos rebeliones en su contra, en 1589 los jenízaros y en 1592 los sipahis comenzaron a rebelarse. Además, su salud se ha deteriorado mucho en sus últimos años. En 1592, el embajador veneciano que regresaba, quien vio por última vez al sultán en 1588, informó que Murad era muy obeso, lo que resultaba en una apariencia particularmente deformada debido a su baja estatura y que su rostro estaba constantemente rojo, sufría de epilepsia, problemas permanentes del oído, y otros problemas de salud. Mencionó que Murad solía dormir todo el día. 
Falleció el 28 de enero de 1595 en su palacio debido a causas naturales. Fue enterrado en su mausoleo.

## En la ficción
- Me llamo Rojo, novela de Orhan Pamuk.
- En la serie de televisión turca de 2011 Muhteşem Yüzyıl, un joven Şehzade Murad es interpretado por el actor turco Serhan Onat.